# Парац
Парац (рум. Parţa) је село и општина, која припада округу Тимиш у Републици Румунији. Насеље је значајно по присутној српској националној мањини у Румунији.

## Положај насеља
Село Парац (или Парта, по српском) се налази у источном, румунском Банату, на 10 km јужно од Темишвара, а близу магистралног пута Београд - Темишвар. Северно од села протиче Тамиш. Сеоски атар је потпуно равничарског карактера.

## Историја
По "Румунској енциклопедији" место се среће у папским папирима 1332-1337. године. Године 1417. добија насеље статус града.
У атару Парца (или по српски - Парте) нађен је половином 20. века археолошки материјал, који припада неолиту.
Православни српски карактер места је потврђен у Катастигу манастиру Пећке патријаршије, током посете калуђера селу 1660. године. Изашли су пред калуђере са прилогом села од 800 аспри, поп Паун, Предраг и Станко. Приликом пописа 1717. године у Парацу је записано 84 куће. Парац је 1764. године православна парохија у Темишварском протопрезвирату. Царски ревизор Ерлер је 1774. године забележио да је то место у Барачком округу, а становништво претежно влашко (румунско). Када је 1797. године пописан православни клир у "Парацу" је било четири свештеника. Пароси, поп Јанко Стефановић (рукоп. 1773) и поп михаил Сретковић (1788) говорили су српским и румунским језиком. Друга двојица, парох поп Симеон Поповић (1792) и ђакон Георгије Неда (1797) служили су се само румунским језиком.
По српском извору из 1905. године наводи се да је место (Србима!?) насељено 1800. године, за време аустријског цара Франца I.
Године 1905. Парац је велика општина у Темишварском срезу. Ту је живело 2813 становника у 478 домова. Највише је Румуна (1444) а Срба има мало; 286 православних душа (или 10%) са 57 домова. У месту су од јавних здања, српска православна црква и српска народна школа. Од комуникацијских средстава ту су ПТТ и жељезничка станица.

## Школа и црква
По предању у порти садашње цркве је крајем 18. века постојала мала, стародревна црква. То свето место је сада обележено озиданим спомеником-пирамидом, са крстом на врху. Парохијско православно звање је основано 1779. године, и од тада се воде матичне књиге. По другом извору из 1905.: парохијско звање је основано тек 1864. године, од кад се воде црквене матрикуле. То је била сада српска нова парохија, након поделе са Румунима. Садашња црква посвећена празнику Вазнесењу Господњем или Спасовдану, је грађена 1842-1851. године, а задржан је иконостас из срушеног, старог храма. Темпло је дрвене конструкције, а иконе је изгледа осликао Радул зограф 1746. године. Иконе на иконостасу су чистили тј. пресликали 1828. године иконописци фабрички-темишварски Сава Петровић и Манојло Антоновић. Зидно сликаство у храму је 1851. године извео Данило Чолаковић из Српског Семартона. Иконе на троновима радио је "не баш вешто" Антон Кеит. Храм је озбиљно оштећен током земљотреса 1959. године: зидови црквени су напукли, кров пољуљан, торањ угрожен - па се више не користе звона.
У парохији Парцу била су 1846. године три пароха: Јован Мургуловић, Василије Богдановић и Атанасије Недељковић. Место је те године имало 2519 православних парохијана. Парох Јован Мургуловић је 1832. године био претплатник једне румунске књиге. Други пут је то био и 1857. године, где се каже да је и протопрезвитерски намесник, са још десетак мештана.
Румуни у Парцу су 1864. године масовно прешли у "унију", и одвојили се од православних Срба. Том приликом су Румуни насилно присвојили дотадашњи заједнички православни храм, па су Срби остали без богомоље. Уз Србе су остали малобројни православни Румуни. Судским поступком црква је враћена 1869. године, да је по одређеном распореду користе и парохијани православци. За српског свештеника је 1866. године био постављен поп Јефта Јовановић, капелан дињашки. Импровизована је капелица у школском здању, и ту је обављена школска прослава Св. Саве јануара 1867. године. Прослава је била импресивна, уз свечано пуцање прангија. Том приликом је освећена поклон икона Св. Саве, коју је поклонио школски старатељ Пера Јовановић. У учитељском стану је обављена прослава - народни обед са здравицама. Скупљен је прилог 22 ф. за новоосновани "Фонд школски за сироту децу". За парачку српску школу набавили су дародавци три прангије. Две је купио бивши бележник општински Петар Фодор иначе Мађар, а трећу ковач Арсен Рацић.
Свештеник у Парцу је 1898. године био Коста Јовановић. Те године је још трајала парница са Румунима. Срби су полагали право на сво црквено-школско имање у Парцу, јер су сви Румуни у месту, осим три породице 1864. године прешли у унију, и тиме изгубили законско право на потражњу имовине. Део Румуна се деведесетих година 19. века вратио из "уније", и направили су своју нову православну цркву 1895. године. По протопрезвитерском попису парачке православне парохије са краја 1891. године ту је живело 294 православне душе у 80 српских домова. Срби Парчани су 1897. године оправљали парохијски дом, а црква је имала да сачека. Године 1904. тражена је широм српства помоћ за црквену општину у Парцу, да ова своју трошну цркву оправи. Црквена општина је 1905. године уређена, скупштина редовна, под председништвом Ваје Поповића. Ту је парохија најниже шесте класе, има парохијски дом, а парохијска сесија је износила 33 кј. Парох је тада поменути поп Константин Јовановић родом из Клоподије, који се бави 28 година служећи у месту.
Школа у Парцу је отворена 1769. године. У народној школи је 1846. године било је 32 ученика са којима је радио учитељ Захарије Кирић. Пренумерант књиге 1857. године је Ђорђе Суреску, учитељ другог разреда у школи у Парцу. Постављен је 1866. године за српског учитеља Милош Алексић из Сомбора. Алексић је завршио четири разреда у Сегедину, па Препарандију у Сомбору и на послетку проглашен за оспособљеног учитеља за сеоске школе. У то време је општинска школа у Парцу била претплаћена на "Школски лист". Неколико стотина Срба је после одвајања од поунијаћених Румуна, наставило да чува веру и нацију своју. Добили су доброг младог учитеља Алексића, који је убрзо по доласку 1866. године по први пут организовао прославу Св. Саве у Парцу. У месној школи је том приликом освећена водица, резан колач, певала светосавска песма. Али ваљани учитељ Алексић је већ следеће јесени 1867. године прешао у Српски Св. Петар за предавача. Молили су малобројни Срби у Парцу јавно преко новина 1879. године, владику темишварског Георгија Војновића, да им помогне. Цркву су успели да поврате пре четири године, али школу нису. Мада су успели да купе једну трошну кућу за школу и учитељски стан као и фртаљ сесије земље за њихово издржавање, нису успели да све исплате. Требало је оспособити стан за учитеља, а немају довољно средстава. Помоћ који су тражили по српству слабо стиже. Владика им је уделио само 20 ф. свог новца. Били су захвални учитељ Светозар Миладиновић и Василије Поповић црквени председник и школски управитељ. У јесен 1880. године објављен је конкурс за избор српског учитеља, којем је понуђена плата 120 ф. Учитељ је с јесени 1888. године тражен у Парцу, па опет 1892, 1894, 1899, 1900, 1902. године. Године 1905. у Парцу је радила српска народна школа, са здањем које је наводно подигнуто још 1800. године. Учитељ је Ђура Миланковић родом из Сомбора, који служи у месној школи три године. Редовну наставу је похађало 31 дете, а у недељну школу ишло деветеро старијих ђака.

## Становништво
По последњем попису из 2002. године село Парац имало је 1.752 становника. Последњих деценија број становништва опада.
Село је од давнина било вишенародно са румунском већином. Месни Срби су били и остали мањина у насељу, али су раније били знатно бројнији. Слична судбина задесила је и сеоске Немце и Мађаре. Национални састав на појединим пописима био је следећи:
| 1880. | 2.226 | 1.455 | 290 | 160 | 297 | 24           |
| 1900. | 2.813 | 1.444 | 541 | 521 | 284 | 23           |
| 1941. | 2.404 | 1.310 | 438 | 448 | ?   | 208          |
| 1977. | 2.034 | 1.358 | 208 | 277 | 120 | 71 (60 Роми) |
| 1992. | 1.420 | 1.066 | 78  | 150 | 65  | 61 (56 Роми) |
| 2002. | 1.752 | 1.412 | 61  | 129 | 59  | 91 (88 Роми) |